# Коламбус
Коламбус (енгл. Columbus) је главни и највећи град у америчкој савезној држави Охајо. Број становника по попису из 2020. године је 905.748.

## Географија
Коламбус се налази на надморској висини од 275 m.

## Демографија
По попису из 2010. године број становника је 787.033, што је 75.563 (10,6%) становника више него 2000. године.
|                   | 2010.            | 2000.            |
| Укупно            | 787 033 (100,0%) | 711 470 (100,0%) |
| Белци             | 466 615 (59,29%) | 475 897 (66,89%) |
| Афроамериканци    | 220 241 (27,98%) | 174 065 (24,47%) |
| Хиспаноамериканци | 44 359 (5,636%)  | 17 471 (2,456%)  |
| Азијати           | 31 965 (4,061%)  | 24 495 (3,443%)  |
| Остали            | 23 853 (3,031%)  | 19 542 (2,747%)  |

## Партнерски градови
- Ахмедабад
- Дрезден
- Ђенова
- Хефеј
- Херцлија
- Оденсе
- Севиља
- Тајнан
- Кумаси
- Лос Мочис
- Акра

## Галерија
- Панорама града
- Државни универзитет Охаја
- Викторијанске куће
- Катедрала у центру града
- North Market
- Позориште Охаја
- Главна библиотека
- Мост Дискавери